# Myrmica laurae
Myrmica laurae är en myrart som först beskrevs av Carlo Emery 1907.  Myrmica laurae ingår i släktet rödmyror, och familjen myror. IUCN kategoriserar arten globalt som sårbar. Inga underarter finns listade i Catalogue of Life.